# بيتر ليكو
بيتر ليكو (بالمجرية: Lékó Péter) (ولد في 8 سبتمبر 1979 في سوبوتيكا، يوغوسلافيا) هو لاعب شطرنج مجري وأستاذ دولي كبير منذ عام 1994، حاز على هذا اللقب في سن 14 عام ( محطما الرقم القياسي العالمي في ذلك الوقت). كان منافس فلاديمير كرامنيك في بطولة العالم الكلاسيكية للشطرنج سنة 2004 وحقق نتيجة التعادل 7-7، لكن كرامنيك احتفظ بلقبه. كما تقدم في الترتيب العالمي إلى المرتبة الرابعة، وكان ذلك أول مرة في أبريل 2003.

## روابط خارجية
- بيتر ليكو على موقع مونزينجر (الألمانية)
- بيتر ليكو على موقع الاتحاد الدولي للشطرنج (الإنجليزية)
- بيتر ليكو على موقع مباريات الشطرنج (الإنجليزية)
- بيتر ليكو على موقع 365Chess.com (الإنجليزية)
- بيتر ليكو على موقع Chesstempo.com (الإنجليزية)
- بيتر ليكو على موقع اتحاد المراسلات الدولية للشطرنج (الإنجليزية)
- بيتر ليكو سجل أولمبياد الشطرنج على موقع OlimpBase.org (الإنجليزية)
- بيتر ليكو في موقع مباريات الشطرنج